# Lada Riva
Lada / VAZ-2105, 2104 și 2107, comercializate în mod colectiv ca Lada Riva pentru piețele cu volanul pe dreapta (Regatul Unit, Australia și Noua Zeelandă), Lada Nova în Germania și sub mai multe alte nume și piețe, este o serie de berline compacte din gama Zhiguli (mașini bazate pe Fiat 124), construite de producătorul rus de mașini AvtoVAZ (fost VAZ).